# Ruperto de Salzburgo
Ruperto de Salzburgo o Ruperto de Worms (o Ruprecht, Hrodperht, Hrodpreht, Roudbertus, Rudbertus, Robert) (660? - 710) fue un obispo, fundador de la ciudad de Salzburgo, venerado como santo por las iglesias católica y la ortodoxa. Fue contemporáneo de Childeberto III, rey de los francos.

## Vida
La tradición dice que Ruperto pertenecía a la familia real de los merovingios.  y que fue tío de Santa Erentrudis. Era franco y obispo de Worms hacia 697. Fue enviado como misionero a Ratisbona (Baviera). Bautizó al duque Teodoro de Baviera, que le dio autorización para continuar evangelizando el territorio, en el que bautizó a otros nobles. De ahí fue a Altötting y convirtió a sus habitantes, y continuó su tarea misionera por la cuenca del Danubio. Iba introduciendo, además de la religión, la educación y otras reformas. Revitalizó las minas de sal que había cerca de la ciudad romana abandonada de Juvavum. Refundó la ciudad, basando su economía en la explotación de las minas, y le dio el nombre de Salzburgo ("ciudad de la sal"). Murió el domingo de Pascua del 710.